# Dezsö Kolossváry
Dezsö Kolossváry de Kolosvár (německy Desiderius Kolossváry von Kolosvár) (1. května 1854 Veszprém – 5. dubna 1919 Šoproň) byl rakousko-uherský generál. V c. k. armádě sloužil od mládí převážně jako štábní důstojník. V roce 1903 krátce zastával funkci ministra zeměbrany ve vládě Uherského království. Od roku 1911 byl velitelem 11. armádního sboru ve Lvově a v roce 1912 dosáhl druhé nejvyšší vojenské hodnosti generála jezdectva. Na začátku první světové války byl jedním z velitelů v bitvě o Halič, po ztrátě Lvova byl v roce 1915 penzionován.

## Životopis
Pocházel ze staré rodiny ze Sedmihradska, která byla v roce 1653 povýšena do šlechtického stavu. Narodil se jako mladší syn právníka a statkáře Józsefa Kolossváryho (1817–1890). První vojenskou průpravu získal na jezdecké kadetní škole v Hranicích a v letech 1872–1876 studoval na Technické vojenské akademii ve Vídni. K vojsku nastoupil v roce 1876 jako poručík k 10. husarskému pluku v Tolně. V letech 1879–1881 si doplnil vzdělání na Válečné škole (K.u.k. Kriegsschule) ve Vídni a jako nadporučík byl zařazen do sboru důstojníků generálního štábu. Sloužil u 11. jezdecké brigády v Tarnówě . V roce 1886 byl přidělen ke generálnímu štábu, kde měl později na starost vedení kanceláře vojenské rozvědky (1896–1898). Mezitím postupoval v hodnostech (podplukovník 1896, plukovník 1897) a od roku 1898 řídil operační oddělení generálního štábu. V roce 1901 byl převelen k uherské zeměbraně, kde převzal velení 2. brigády jezdectva. V roce 1903 byl povýšen do hodnosti generálmajora.
V Khuen-Héderváryho vládě byl v červnu 1903 jmenován uherským ministrem zeměbrany, Kabinet odstoupil již v listopadu téhož roku, mimo jiné kvůli sporům o podobě vojenských odvodů. Kolossváry se poté vrátil do aktivní vojenské služby jako velitel jezdeckých jednotek. V letech 1904–1905 velel 14. jezdecké brigádě v Řešově, poté byl velitelem jezdecké divize ve Stanislavi. a v roce 1907 byl povýšen na polního podmaršála. V letech 1908–1911 byl velitelem 30. pěší divize ve Lvově. V roce 1911 se stal velitelem 11. armádního sboru ve Lvově, respektive zemským velitelem ve východní Haliči a Bukovině a v roce 1912 dosáhl hodnosti generála jezdectva. Na začátku první světové války byl se svým sborem povolán na východní frontu a zúčastnil se bojů o Halič, po obsazení Lvova ruskou armádou byl Kolossváry k datu 1. února 1915 odeslán na časově neohraničenou dovolenou a do aktivní služby se již nevrátil.

## Tituly a ocenění
Jako ministr uherské vlády obdržel v roce 1903 titul c. k. tajného rady s nárokem na oslovení Excelence. Od roku 1913 byl čestným majitelem 14. husarského pluku dislokovaného v Nyíregyháze. Během vojenské služby získal řadu ocenění v Rakousku-Uhersku i v zahraničí.

### Rakousko-Uhersko
- Řád železné koruny III. třídy (1892)
- Vojenský záslužný kříž III. třídy (1898)
- Jubilejní pamětní medaile (1898)
- rytířský kříž Leopoldova řádu (1901)
- Služební odznak pro důstojníky III. třídy (1901)
- Řád železné koruny II. třídy (1903)
- Služební odznak pro důstojníky II. třídy (1911)
- Mobilizační kříž (1913)
- Řád železné koruny I. třídy s válečnou dekorací (1914)

### Zahraničí
- velkokříž Vojenského záslužného řádu (1887, Bavorsko)
- Řád pruské koruny III. třídy (1889, Německo)
- Řád lva a slunce IV. třídy (1889, Persie)
- Řád červené orlice II. třídy (1899, Německo)